# Асуебар
Асуебар, Асуевар (ісп. Azuébar (офіційна назва), валенс. Assuévar) — муніципалітет в Іспанії, у складі автономної спільноти Валенсія, у провінції Кастельйон. Населення — 345 осіб (2010).

## Географія
Муніципалітет розташований на відстані близько 290 км на схід від Мадрида, 33 км на південний захід від міста Кастельйон-де-ла-Плана.

## Демографія
Динаміка населення (INE ):

## Галерея зображень

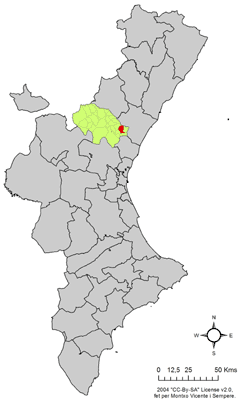
Розташування муніципалітету Асуебар у автономній спільноті Валенсія
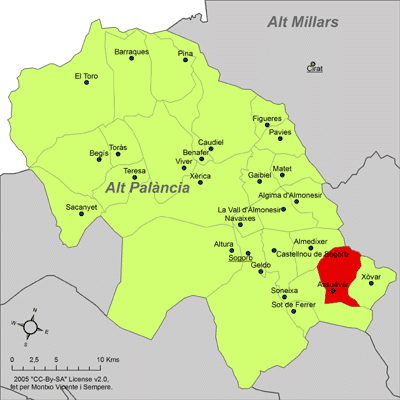
Розташування муніципалітету Асуебар у комарці Альто-Палансія
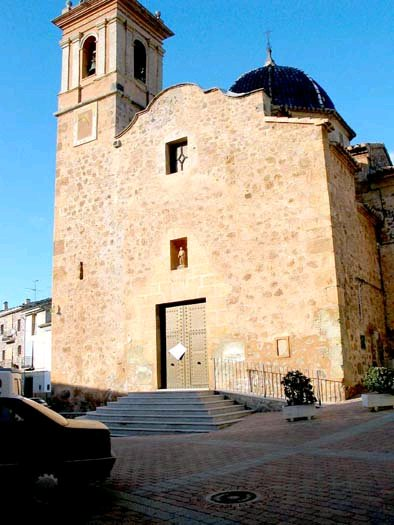
Церква Сан-Матео
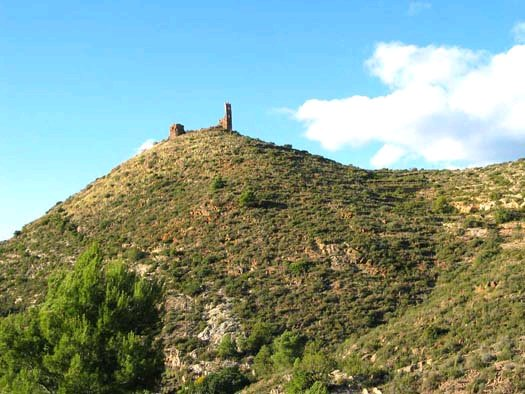
Замок